# Palúnia (Vaspuracânia)
Palúnia (em armênio: Պալունիք; romaniz.: Palunik’[a]), segundo a Geografia de Ananias de Siracena (século VII), foi um gavar (cantão) da província de Vaspuracânia, na Armênia. De acordo com Suren Eremyan, tinha 200 quilômetros quadrados. Era apanágio dos Palunis desde quando partiram de seu território tradicional no século IV/V, chamado Palúnia e situado em Turuberânia, e se assentam na Vaspuracânia. É possível que Menúnia, outro dos cantões da Vaspuracânia, estivesse sob controle dos Palunis e formasse, junto de Palúnia, um principado. Palúnia estava no desfiladeiro no curso inferior do Marmete no qual se localizava a cidade de Pluanque, depois a aldeia de Polanse (atual Poanis). No século X, Tomás Arzerúnio atestou que o distrito ainda existia como um dos domínios arzerúnidas.